# Homps (Gers)
Homps (okzitanisch: Oms) ist eine französische Gemeinde mit 111 Einwohnern (Stand: 1. Januar 2022) im Département Gers in der Region Okzitanien (bis 2015 Midi-Pyrénées). Sie gehört zum Arrondissement Condom und zum Gemeindeverband  Bastides de Lomagne.

## Geografie
Die Gemeinde Homps liegt im Gebiet der ehemaligen Grafschaft Fézensac, 32 Kilometer nordöstlich von Auch und etwa 50 Kilometer nordwestlich von Toulouse. Durch das 9,24 km² umfassende waldarme Gemeindegebiet fließt der Arrats in Süd-Nord-Richtung, in den hier die Orbe mündet. Das namengebende Dorf Homps liegt auf einem Hügel über einem Seitental des Arrats auf etwa 150 m über dem Meer. Rathaus (Mairie) und Kirche befinden sich im Weiler Saint-Amand im Arratstal auf ca. 110 m über dem Meer. Zur Gemeinde zählen viele kleine Einzelhöfe und Weiler. Die größten sind Tillac, Les Fagets, En Générau, Les Cardayres, La Bordeneuve, Le Bartas, Le Segnurau, Le Pébé, Marsan, Laouéret, Les Berdots, En Conté, Puissentut, Mounouat, Naumont, Guiraud, Muras und a Tuilerie. Nahe dem Weiler Tillac gibt es eine Kette von drei kleinen Stauseen, die der Fischzucht und der Bewässerung der Ackerflächen dienen. Begrenzt wird Homps von den Nachbargemeinden Estramiac im Norden, Solomiac im Osten, Monfort im Süden und Südwesten sowie Bivès im Nordwesten.

## Ortsname
Homps (okzitanisch Oms) leitet sich vom lateinischen Ulmus für Ulmen ab.

## Bevölkerungsentwicklung
| Jahr                       | 1962 | 1968 | 1975 | 1982 | 1990 | 1999 | 2006 | 2014 | 2021 |
| Einwohner                  | 173  | 144  | 121  | 115  | 95   | 86   | 88   | 105  | 110  |
| Quellen: Cassini und INSEE |      |      |      |      |      |      |      |      |      |

Im Jahr 1831 wurde mit 426 Bewohnern die bisher höchste Einwohnerzahl ermittelt. Die Zahlen basieren auf den Daten von cassini.ehess und INSEE.

## Sehenswürdigkeiten
- romanische Kirche Saint-Amand aus dem 12. Jahrhundert
- mehrere Flurkreuze
- Vom ehemaligen Schloss (Château de Homps), Ende des 13. Jahrhunderts auf einem Bergsporn errichtet, im 16. Jahrhundert als Wohnsitz aufgegeben und nach der Französischen Revolution als Steinbruch genutzt, ist nur der Schlossturm erhalten, der zuletzt als Taubenschlag diente. Er ist als Monument historique ausgewiesen.[3]

## Wirtschaft und Infrastruktur
Im Süden der Gemeinde sind zwei Steinbrüche in Betrieb, die aus dem anstehenden Kalkstein Zuschlagstoffe für die Bauwirtschaft produzieren. Die ca. sechs Hektar große Rebfläche in Homps ist Teil des Weinbaugebietes Côtes de Gascogne. In der Gemeinde Homps sind darüber hinaus 18 Landwirtschaftsbetriebe ansässig (Getreide- und Futtermittelanbau).
Homps liegt abseits der überregional wichtigen Verkehrsachsen. Östlich der Gemeinde verläuft die Fernstraße D 928 von Montauban zur RN 124 bei Auch. Der Bahnhof in der 23 Kilometer südlich gelegenen Gemeinde Gimont liegt an der Bahnstrecke von Saint-Agne nach Auch.

## Belege
1. ↑  Homps auf cassini.ehess
2. ↑  Homps auf INSEE
3. ↑  Eintrag in der Base Mérimée des Kulturministeriums. Abgerufen am 11. August 2019 (französisch).
4. ↑  Landwirtschaftsbetriebe auf annuaire-mairie.fr (französisch)